# Oleksandr Fedenko
Oleksandr Oleksandrowytsch Fedenko (ukrainisch Олександр Олександрович Феденко; * 20. Dezember 1970 in Kiew) ist ein ehemaliger ukrainischer Radrennfahrer.
1995 gewann Oleksandr Fedenko die Serbien-Rundfahrt. Zwei Jahre später wurde er bei den UCI-Bahn-Weltmeisterschaften 1997 in Perth Vize-Weltmeister in der Mannschaftsverfolgung, gemeinsam mit Oleksandr Symonenko, Oleksandr Klymenko und Serhij Matwjejew. Im selben Jahr wurde er Militär-Vizeweltmeister im Einzelzeitfahren und gewann eine Etappe der Settimana Ciclistica Lombarda. 1998 wurde er in Bordeaux gemeinsam mit Symonenko, Matwjejew und Ruslan Pidhornyj Weltmeister in der Mannschaftsverfolgung. Im Jahr darauf errang er den nationalen Titel im Straßenrennen.
Bei den Olympischen Spielen 2000 in Sydney gewann das ukrainische Team aus Fedenko, Symonenko, Matwjejew und Serhij Tschernjawskyj die Silbermedaille; im Zweier-Mannschaftsfahren belegte Fedenko mit Wassyl Jakowlew Platz neun und im Straßenrennen Platz 42. Zum Abschluss seiner aktiven Radsportkarriere wurde Fedenko in Antwerpen ein zweites Mal Weltmeister in der Mannschaftsverfolgung, gemeinsam mit Symonenko, Tschernjawskyj und Ljubomyr Polatajko.